# 彼得·斯塔福德
彼得·斯塔福德（英語：Peter Stafford，1978年5月30日—），生于基督城，新西兰男子曲棍球运动员。他曾代表新西兰国家队参加2002年英联邦运动会曲棍球比赛，获得一枚银牌。